# Edith Stein
|  | Per a altres significats, vegeu «Santa Teresa». |

Edith Stein, en religió Teresa Beneta de la Creu (Wrocław, 12 d'octubre de 1891 - Camp d'extermini d'Auschwitz, 9 d'agost de 1942) va ser una filòsofa alemanya; convertida del judaisme ortodox a l'ateisme i després al catolicisme; i religiosa de l'Orde de les Carmelites Descalces. Va ser detinguda pels nazis i enviada al camp d'extermini d'Auschwitz, on va ser assassinada. El 1998 Joan Pau II va proclamar-la santa i l'any següent va ser declarada copatrona d'Europa.

## Biografia
Edith Stein va néixer a Breslau (actual Wrocław, llavors ciutat alemanya i avui part de Polònia). Va ser l'última de deu fills d'una família jueva, religió que rebutjà a l'edat de 15 anys, decidint d'esdevenir atea per tal de dur a terme una recerca espiritual pròpia, ja que es preguntava constantment pel sentit de la vida i del món. En aquesta època és quan entra en contacte amb la filosofia.
Va estudiar filologia alemanya, filosofia, psicologia i història a les universitats de Wrocław, Göttingen i Freiburg im Breisgau. A Göttingen va ser deixebla d'Edmund Husserl i el va seguir com a ajudant a Freiburg. El 1916 va obtenir el doctorat en filosofia amb una tesi sota la direcció de Husserl Zum Problem der Einfühlung (El problema de l'empatia) i va passar a ser professora de la universitat de Freiburg.
Malgrat que ja havia estat en contacte amb el catolicisme, només després de llegir l'autobiografia de Santa Teresa de Jesús, durant les vacances de 1921, va convertir-s'hi i va abandonar el judaisme. Batejada l'1 de gener de 1922 a Bad Bergzabern va renunciar a la plaça d'ajudant de Husserl per anar a ensenyar a una escola dominica de nenes a Espira (1922-1932). Durant aquest període, va traduir De veritate, de Tomàs d'Aquino, a l'alemany, familiaritzant-se amb el pensament filosòfic catòlic. El 1932 es va convertir en professora lectora a l'Institut de Pedagogia de Münster, però les lleis racials nazis van forçar-ne la dimissió el 1933.

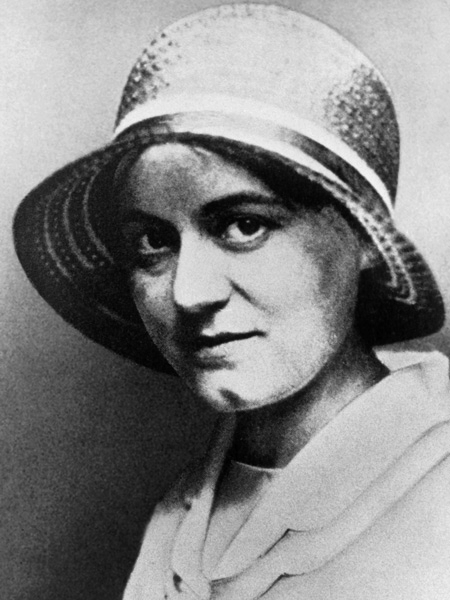
Segell postal alemany commemoratiu de la santa

El 12 d'abril de 1933, poques setmanes després de la pujada d'Adolf Hitler al poder, Edith Stein va escriure, sense èxit, a Roma per demanar al papa Pius XI i al seu secretari d'estat -el cardenal Pacelli, anteriorment nunci apostòlic a Alemanya i futur Pius XII- que trenquessin el seu silenci i parlessin contra la primera persecució contra els jueus. També va escriure obres com L'oració de l'Església i El misteri de Nadal durant els seus primers anys de carmelita.
Va entrar al convent de carmelites descalces de Colònia el 1934 i va prendre el nom de Teresa Beneta de la Creu. El 1933 hi va escriure el seu llibre metafísic Endliches und ewiges Sein (Ésser infinit i ésser etern) amb l'objectiu de conciliar les filosofies de Tomàs d'Aquino i Edmund Husserl, com també l'obra Formació i vocació de la dona, un assaig breu sobre Santa Isabel d'Hongria. Posteriorment és acomiadada de l'Institut Germànic de Pedagogia per tenir sang jueva, alhora que és rebutjada per la seva família per la seva conversió al catolicisme. Per escapar de l'amenaça nazi, va ser traslladada al convent de carmelites d'Echt, als Països Baixos, on va escriure Kreuzeswissenschaft: Studie über Johannes vom Kreuz (La ciència de la creu: estudi sobre Joan de la Creu).
Tampoc els Països Baixos eren segurs: la conferència episcopal neerlandesa va fer llegir, el 20 de juliol de 1942 una proclama en contra del racisme nazi. Com a represàlia, el 26 de juliol, Adolf Hitler va ordenar la detenció de jueus conversos, que fins llavors havien estat respectats. Edith i la seva germana Rosa, també conversa, van ser capturades i internades al camp de trànsit de Westerbork abans de ser transportades al camp de concentració d'Auschwitz, on van ser assassinades a les cambres de gas el 9 d'agost de 1942.
El 1987 va ser beatificada, i canonitzada el 1998, pel Papa Joan Pau II, que també la va anomenar Patrona d'Europa a l'octubre de 1999. Totes les seves obres van ser publicades pels voltants de 1950, gràcies als editors Herder (Alemanya) i Nauwelaerts (Bèlgica).

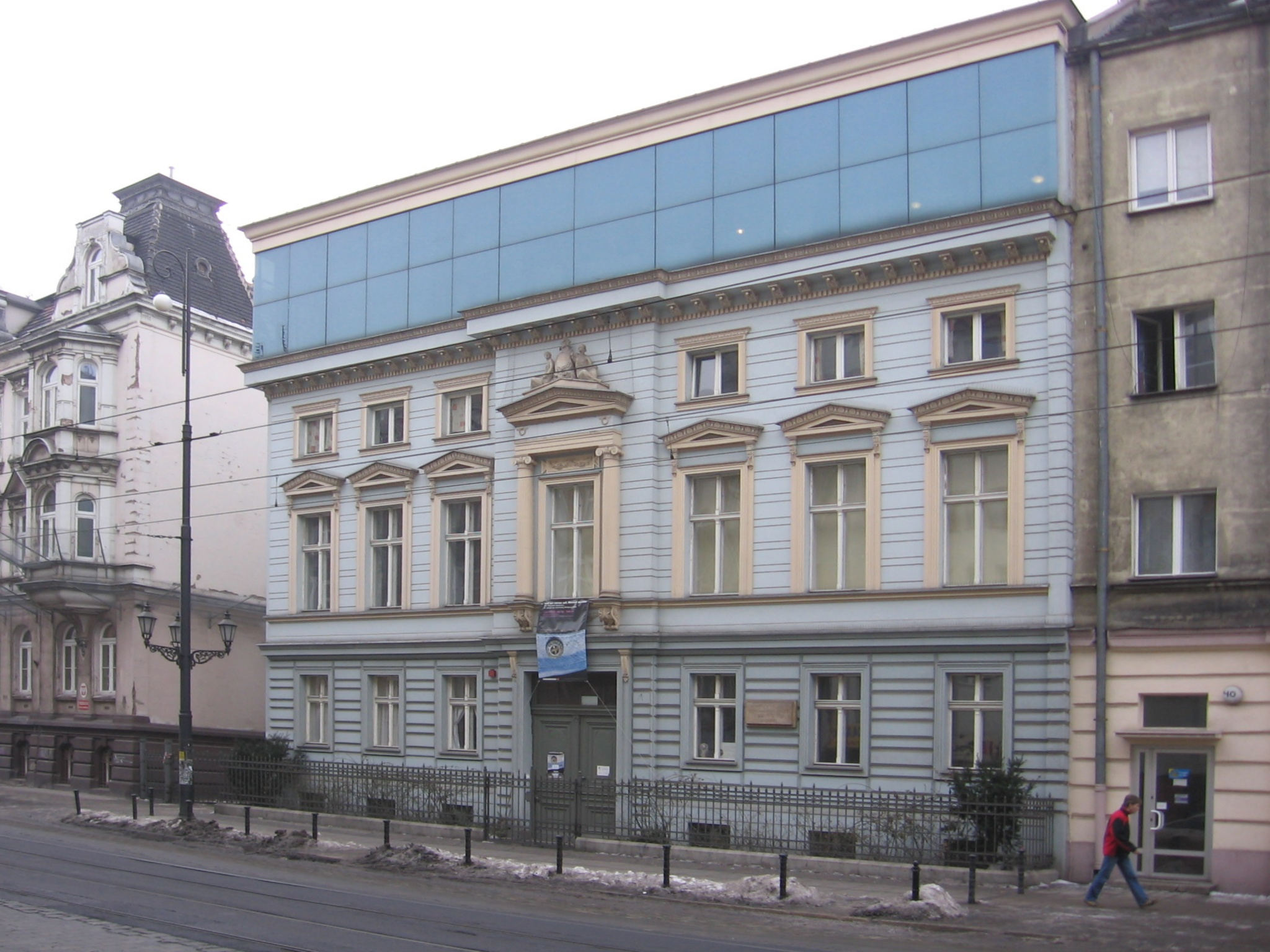
Casa natal d'Edith Stein a Wroclaw
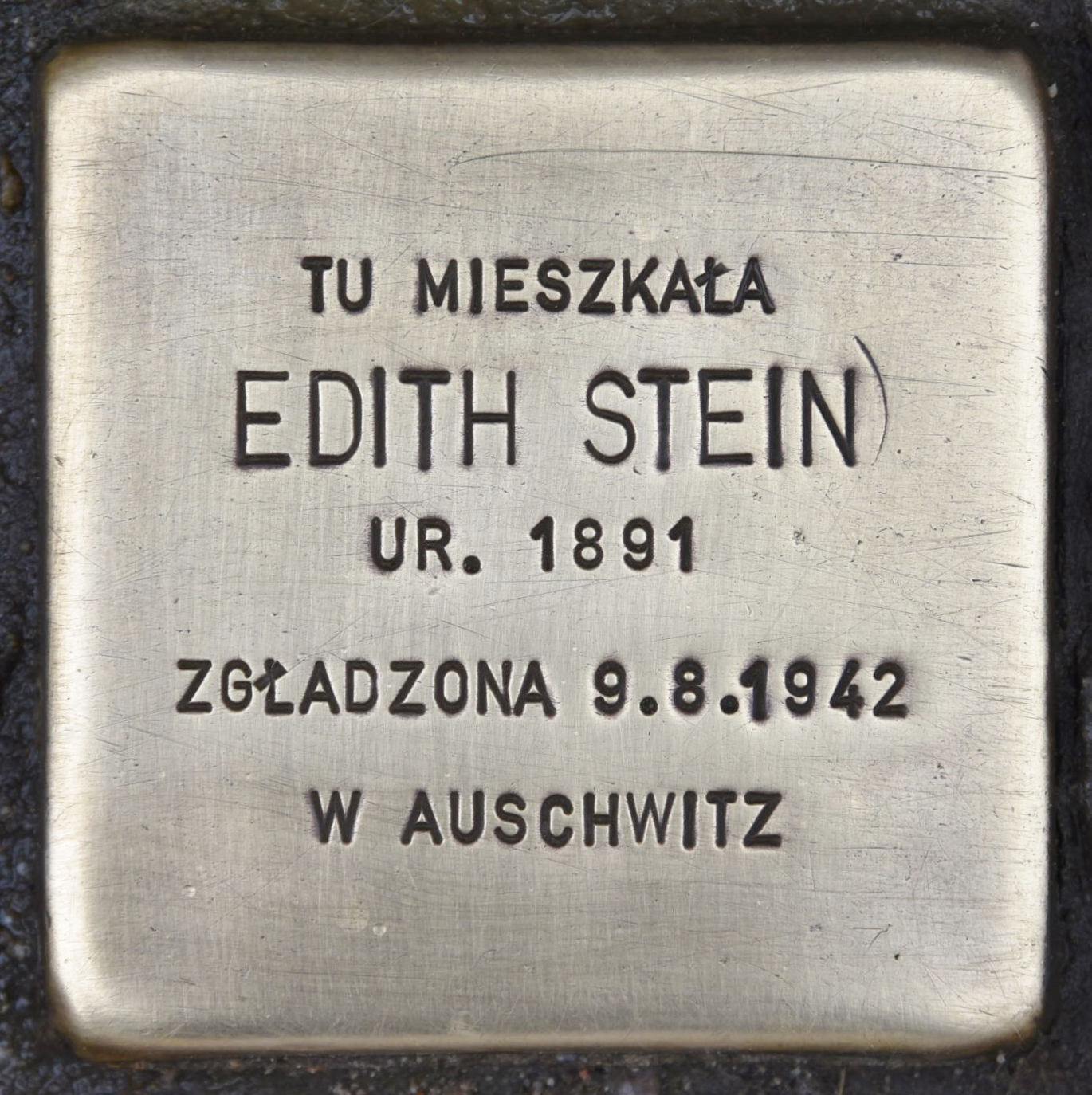
Stolperstein a Wroclaw
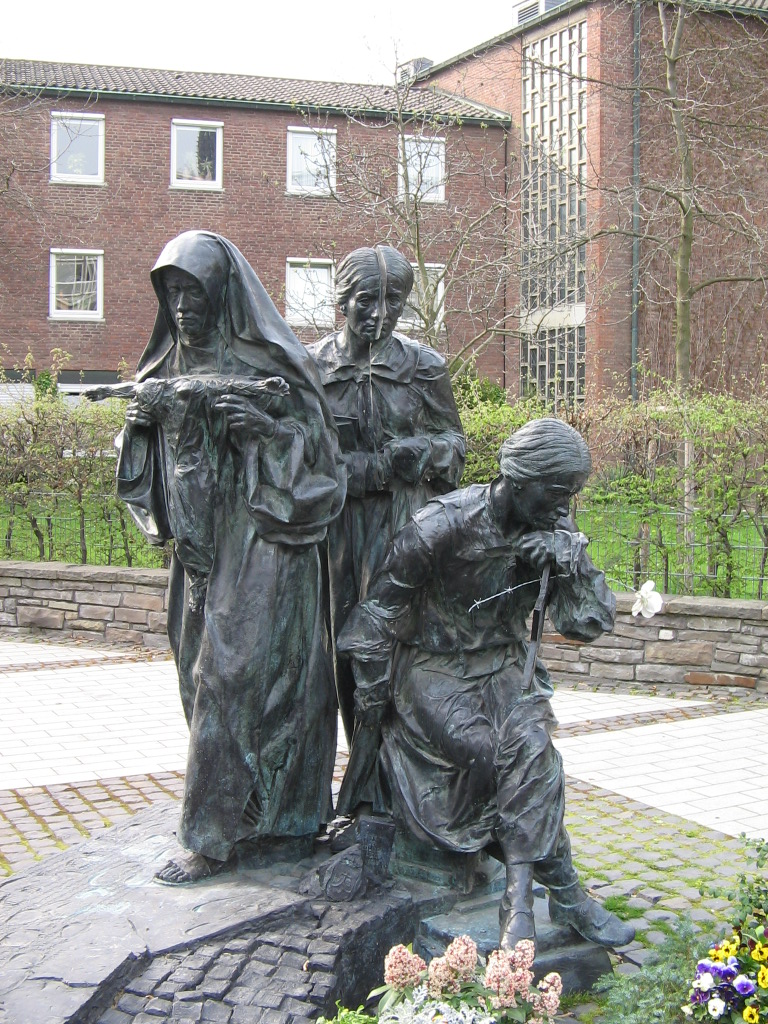
Monument a Colònia
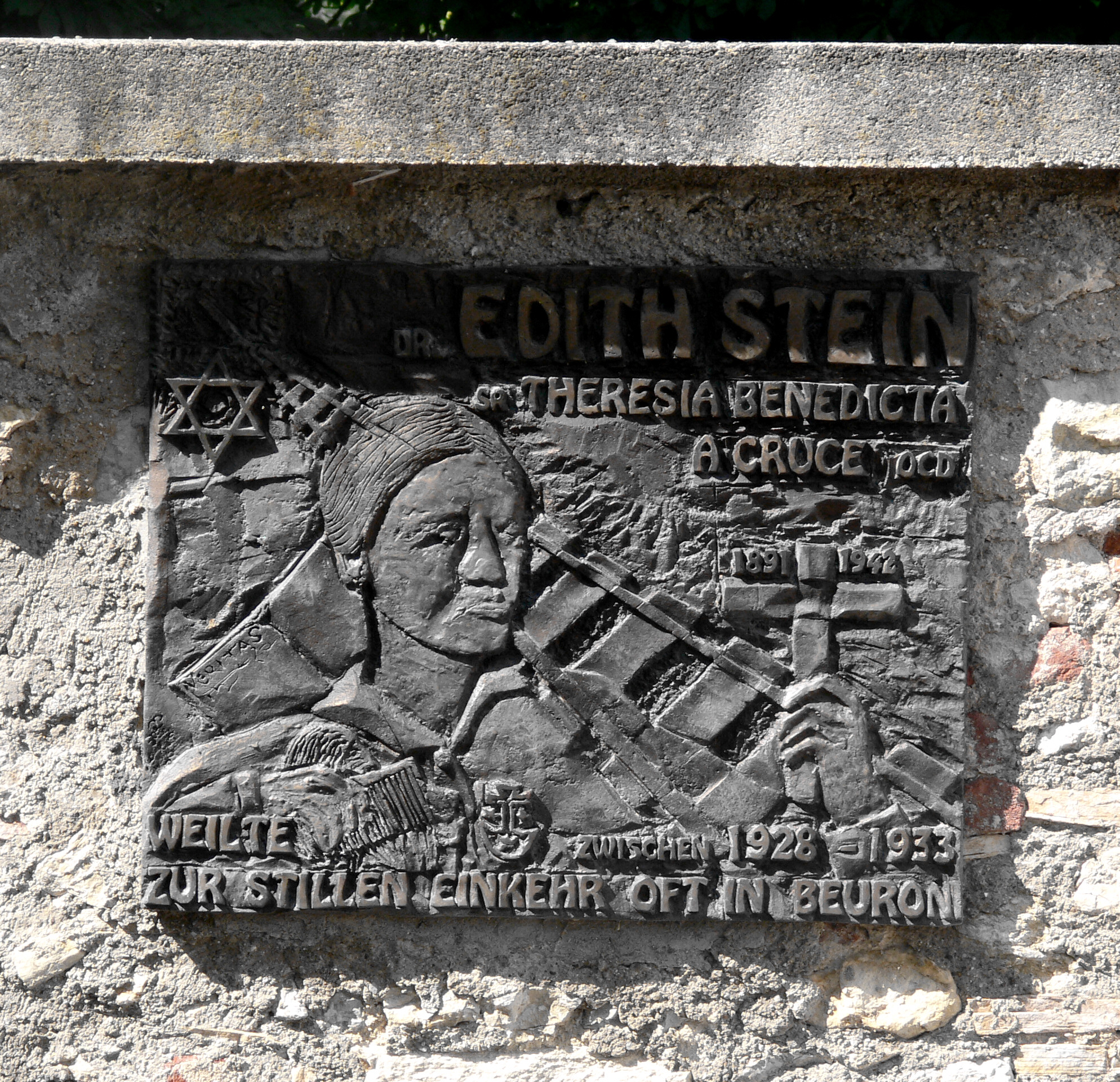
Làpida en honor seu a Beuron
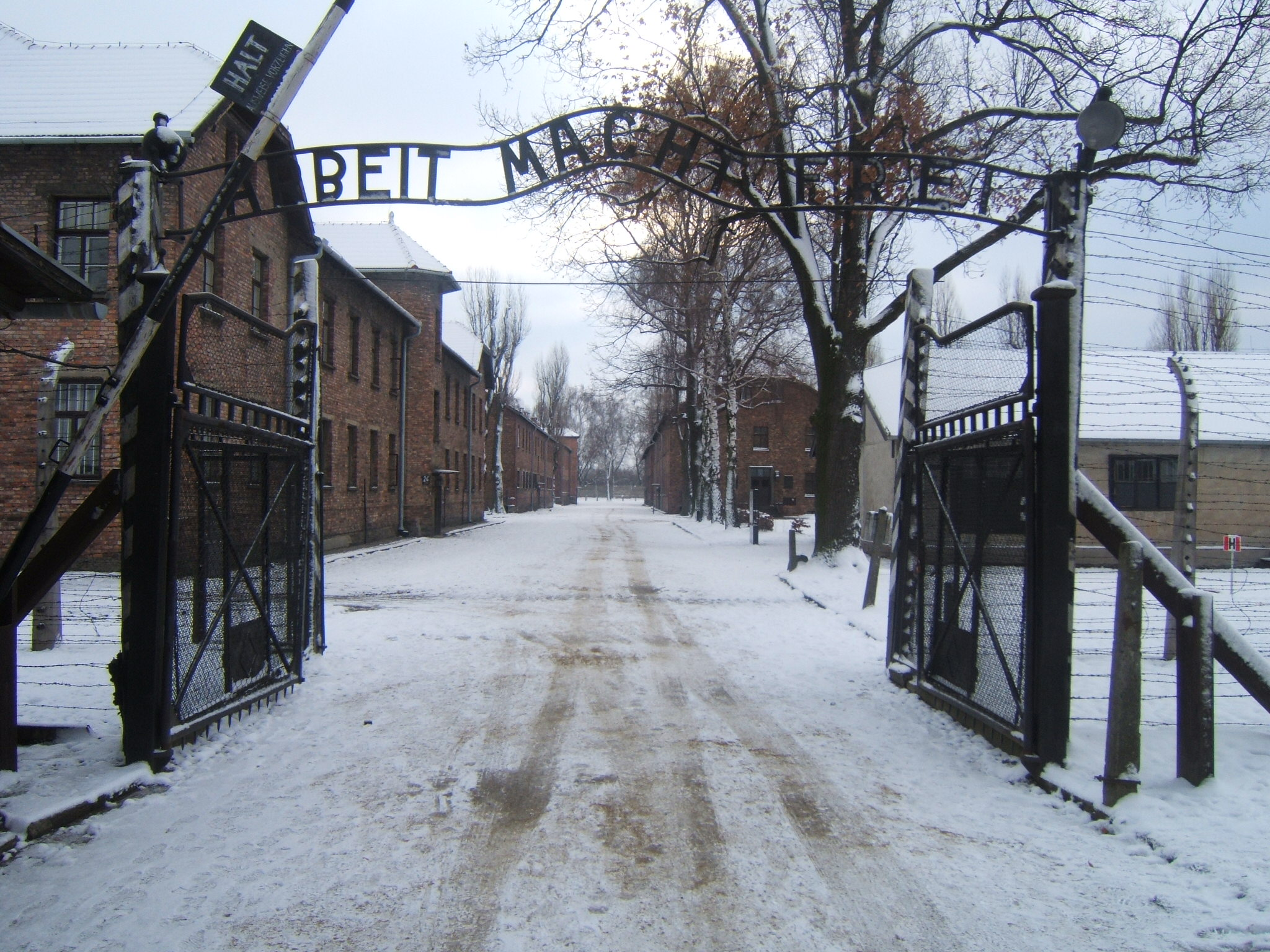
Entrada al camp d'Auschwitz

## Pensament
L'itinerari intel·lectual de l'autora es va veure profundament marcat per l'esdeveniment de la seva conversió. Arran d'això, se sol dividir el pensament d'Edith Stein en dues grans etapes: etapa fenomenològica i etapa cristiana (escindida al seu torn entre l'etapa tomista i l'etapa mística). Entre totes dues etapes l'eix transversal del seu pensament és la noció d'esperit, com a concepte sistemàtic que impregna tota l'obra de l'autora.
Principals trets de la seva metafísica:
El principal contingut del marc teòric i metafísic desenvolupat per Stein s’orienta a la posada en comú de la filosofia fenomenològica de Edmund Husserl i la filosofia escolàstica d’autors com Tomás de Aquino. En el seu objectiu filosòfic veurem reflectit el seu trànsit com a deixeble del filòsof creador de la fenomenologia a pensadora cristiana. Tracta d’establir una síntesi crítica entre ambdues maneres de fer metafísica. El seu treball tindrà com a principal objectiu l’actualització de la metafísica clàssica a través del mètode fenomenològic de Husserl.
Veiem doncs que la tasca que es proposa no és menor: recuperar la teoria de les essències separades mitjançant la seva harmonització amb un mètode concebut en el si d’una concepció idealista. La paradoxa que se li planteja rau en conciliar un mètode que funciona posant entre parèntesis l’existència del món extern i una doctrina que afirma amb contundència la independència ontològica de la cosa. Edith Stein proposa una teoria que vol reunificar consciència amb essència

### Concepte d'esperit
L'assistència el 1913 al curs d'Edmund Husserl, ''naturalesa i Esperit'' marca profundament el seu pensament. Per a Stein tot allò que existeix pot ser enquadrat en l'ordre de la naturalesa o en el de l'esperit, sent la persona humana l'únic ser que participa de tots dos àmbits. El terme que utilitza per a referir a l'esperit, Geist, té una connotació associada a l'activitat intel·lectual en la tradició filosòfica alemanya, però per a Stein remet a l'obertura. L'esperit és la dimensió de l'obertura de la persona. Aquest concepte d'obertura s'assembla enormement a la noció de reducció fenomenològica d'E. Husserl.
La Fenomenologia de Husserl s'inspira en Brentano i la seva noció d'intencionalitat, associada a l'a priori de la correlació. Segons Husserl, la nostra ment té una estructura ontològica i l'ontològic una estructura fenomenològica. L'acte de consciència és el centre de la seva recerca, del qual depenen un pol objectiu i un pol subjectiu. La fenomenologia recompon el que hi ha, sent el centre del seu estudi l'acte de consciència. L'acte de consciència és la base a partir del qual anul·lar la distinció Subjecte-Objecte. El que es dona per a ell és un corrent de consciència; no un món o un subjecte. Els actes de consciència es corresponen amb diferents objectes. En cada acte de consciència hi ha un contingut determinat amb diferents objectes. Tot acte de consciència té un contingut i, si és verificable, tindrà un objecte. En aquest esquema introdueix un jo/ego, com un pol subjectiu que es relaciona amb un objecte.
Per a Stein la noció d'esperit fa referència tant a la percepció de la sensibilitat com a l'enteniment racional i, per tant, no és reduïble als conceptes de ment o ànima. L'espiritualitat està intrínsecament lligada a allò corporal, però el mateix temps diferencia entre sentiments espirituals (aquells el concepte dels quals no inclou que estiguin lligats a un cos), i sentiments sensorials (lligats al cos necessàriament). No obstant això, l'element que defineix principalment a l'esperit és l'obertura.
Per a Stein, l'esperit com a obertura és l'element definitori de la persona humana, sent el motiu pel qual els éssers humans poden ser entesos com una imatge de Déu la prerrogativa de l'home enfront de les criatures inferiors és que ell, com a esperit, és rèplica de Déu´´. A aquesta forma de l'esperit, que només es dona en l'ésser humà com a obertura, Stein denomina esperit subjectiu, atorgant-li dues direccions d'obertura: cap a la naturalesa per la percepció, i cap a altres esperits per l'empatia i la consciència. "Esperit és sortir d'un mateix, obertura en un doble sentit: per a un món d'objectes que és vivenciat i per a la subjectivitat aliena, l'esperit aliè, amb el qual es viu i és vivència en comú"
La naturalesa és considerada per Stein com el món de les coses, mera materialitat infraespiritual. L'obertura espiritual cap a la naturalesa com a diferent de l'esperit es basa en la percepció sensible de l'esperit, com a forma d'accedir al correlat del món dels objectes. La percepció sensible és la primera funció de l'esperit, obrint-nos a la naturalesa. La seva primera anàlisi, al qual Stein no dedica massa espai en les seves obres, és un pas intermedi, simplement destinat a la superació de l'idealisme, amb la finalitat d'atendre l'obertura de l'esperit cap a la resta de consciències, a través de l'empatia.
L'obertura de l'esperit cap a altres formes de consciència va ser una de les línies clau del pensament de Stein, sent el problema al qual va dedicar la seva tesi doctoral, centrada en el problema de l'empatia. Aquesta obertura coneix quatre modalitats: l'esperit subjectiu, l'esperit objectiu, l'esperit diví, i la mateixa interioritat, com exposa en la seva obra Causalitat Psíquica. L'obertura a totes aquestes formes de consciència es dona a través de l'empatia, com a experiència de les vivències alienes. L'empatia és ràtio cognoscendi de l'esperit, i l'esperit és ràtio essendi de l'empatia.
L'esperit subjectiu, com contraposat al cos viu (Leib) en cada ésser humà, es compon de coneixement, voluntat i Gemüt. L'esperit objectiu es compon a partir dels valors i la cultura, sent l'espai de la intersubjectivitat constituït com un món amb consistència pròpia. L'esperit diví seria aquell definit com a pura espiritualitat, sense part natural, i seria bàsicament Déu mateix. L'obertura a l'esperit diví, que l'autora tractarà amb major profunditat en els períodes religiós i místic, ja és exposat en Causalitat psíquica com "una certa capacitat d'acolliment en la que es funda en l'estructura de la persona que està sostreta al mecanisme psíquic". L'empatia amb Déu, en no tenir cos físic, seria de tipus invisible, inaudible i intangible. L'obertura a la mateixa interioritat es donaria amb el nucli de l'esperit (Gëmut), o ànima de l'ànima, on el jo se sent un jo pur. Al procés de coneixement d'un mateix és el que se sol dir consciència, com un moviment de autorreversió de l'esperit.

## Veneració

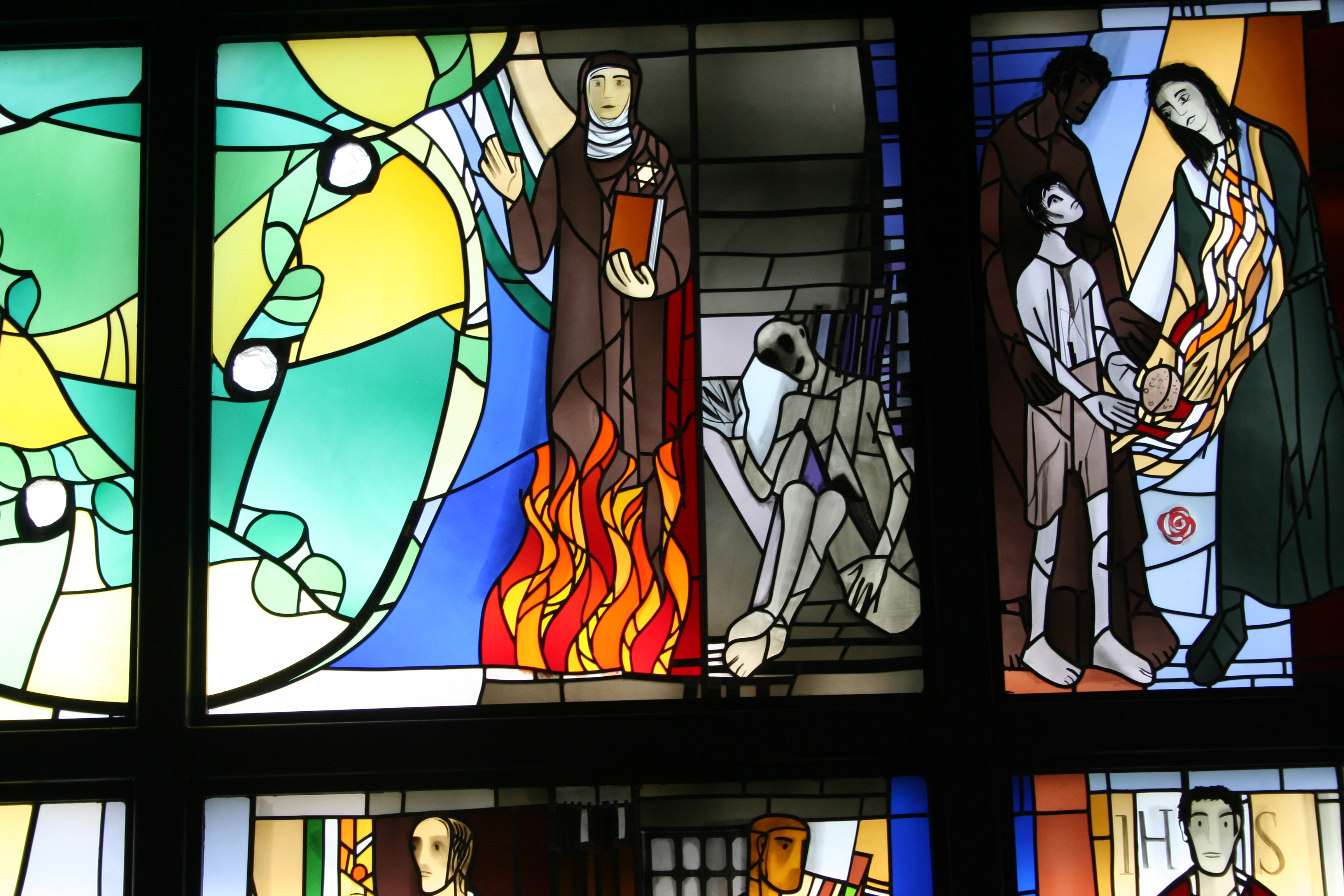
Vitraill d'Alois Plum representant Édith Stein i Maximilien Kolbe a Cassel.

Amb la seva beatificació a la Catedral de Colònia l'1 de maig de 1987, el papa Joan Pau II va voler honorar "una filla d'Israel que durant les persecucions dels nazis ha restat unida en la fe i l'amor al Senyor Crucificat, Jesucrist, com a catòlica, i al seu poble com a jueva". Va ser canonitzada per Joan Pau II l'11 d'octubre de 1998, essent anomenada, també, Patrona d'Europa a l'octubre de 1999.

## Representació en altres mitjans
La vida d'Edith Stein va inspirar la pel·lícula La settima stanza. També ha inspirat l'obra musical per a orquestra, solistes, narrador i cor A piedi scalzi, amb música de Nidi Alessandro. Juri Camisasca va escriure una cançó anomenada Il Carmelo di Echt el 1991, cantada per ell mateix i, després, per Franco Battiato.

## Obres
- Zum Problema der Einfühlung (Sobre el problema de l'empatia) (tesi doctoral), Halle (1917)

L'obra en qüestió és la tesi doctoral que va presentar Stein el 3 d'agost de 1916, publicada el 1917, basant-se en la diversitat dels problemes que s'han presentat en estudiar l'empatia des del punt de vista fenomenològic.
El tema de l'empatia neix d'un problema fonamental anterior que és el problema de la constitució de les objectivitats del món, és a dir, de com estan constituïdes les realitats en la consciència de cadascú. L'estudi discuteix el lloc que ocupa l'empatia en l'entramat fenomenològic - transcendental. No tracta de descriure un fenomen qualsevol sinó de fonamentar intersubjectivament l'objectivitat del món real.
No podem comprendre completament el problema de l'empatia si no comprenem primer el problema de la constitució, que Stein defineix com la que s'uneix a l'acte de síntesi mitjançant la qual, la consciència es representa un objecte a partir d'un conjunt de dades.
La primera preocupació de l'autora no és altra que la de determinar la constitució dels objectes del món real o del món de la natura. Tal com va manifestar el seu Mestre Edmund Husserl, Stein sosté que el món real no pot constituir-se sense una consciència, i si cancel·lem la consciència, llavors cancel·lem el món. Dit d'una altra forma, la realitat és assignada a una consciència que l'experimenta actualment, per tant, és experimentable. L'acte de l'empatia no consisteix a ser unívoc, en tot cas està format per la síntesi d'almenys dues consciències. És el coneixement com experiència immediata de la vivència del jo aliè, de l'altre.
Més que ser un sentiment que ens posa en contacte amb una altra persona de manera afectiva, l'empatia, resulta ser un fenomen cognoscitiu, és a dir, és possible que es pugui donar l'empatia, sense que necessàriament pugui donar-se una afecció sentimental. L'empatia és el fonament cognoscitiu des del qual és possible un coneixement afectiu de l'altra persona. Per tant, l'empatia no es pot confondre ni amb la memòria, ni amb la imaginació, ni amb la percepció externa, encara que tingui a veure amb elles.
Per tal d'aclarir el que s'ha dit, Stein troba que el més assequible és dubtar de tot el que tendeix a ser dubtós; això ens mostra que l'únic del qual no és coherent dubtar és de la nostra experiència pròpia. Tot el món físic que ens rodeja està subjecte a l'eliminació.
No obstant això, s'hi ha de suposar que el món on visc és un món on hi ha també subjectes que experimenten. Cert és que estem subjectes a molts enganys en aquesta suposada realitat, per això Stein proposa l'acte de dubtar de tota possibilitat de coneixement aquí, però és clar que existeix el fenomen de la vida psíquica de l'altre, quelcom totalment indubtable. Dit d'una altra forma, el que Stein ens vol transmetre és que hi ha molts centres de mons fenomenals.
- Beiträge (Contribucions) (1922)

En aquesta obra, Stein intentarà explicar les relacions de la consciència amb el món exterior. El text està estructurat en dos assajos: d'un costat, "Psychische Kausalität" (causalitat psíquica) on atén a les lleis que regeixen l'obrar de l'home com a realitat sensitiva-espiritual i, de l'altre costat, "Individum und Gemeinschaft" (Individu i societat) on atén la integració de l'home en unitats d'associació comunitàries i socials.
En el primer assaig afronta el problema de la llibertat humana, al qual pretén donar una solució a través de la reducció eidètica. Diferenciarà les accions que sorgeixen de l'esfera psíquica-vital de l'home (actes vitals), l'aspecte passiu de la persona, de les que provenen de la dimensió espiritual (actes intencionals), on l'home és menys passiu que en l'anterior, ja que en l'esfera espiritual de la consciència el jo pur mai és totalment passiu. Les primeres van relacionades amb la causalitat, les segones van més enllà i entren en l'àmbit de la motivació.
En el segon assaig, Stein vol posar en evidència el paper de l'esperit en la formació d'associacions supraindividuals. Doncs l'esperit es caracteritza per una intencionalitat o apertura cap al món exterior, cap a coses i persones, fent possible així tot intercanvi entre individus. Al contrari de la psique, que porta una comunicació mecànica.
Stein, a més, distingeix entre comunitat i societat. En la primera les persones estan unides per llaços més forts: de subjecte a subjecte. Per Stein, aquesta unió és comparable a un organisme on els individus s'enriqueixen mútuament per mitjà de la comunicació empàtica. En la segona, la societat, la unió és més dèbil: una persona s'oposa a una altra com el subjecte a l'objecte. Aquí l'individu és un subjecte objectivat que s'uneix als altres conscientment amb vista a un mateix fi. Així doncs, la societat és una espècie de màquina amb diferents peces destinades a un fi. A aquestes dues formes, Stein afegirà la massa, com a conjunt d'individus amb un comportament homogeni.
Un altre punt important és la primacia que dona Stein a l'individual davant el col·lectiu. Doncs l'individu no perd la seva singularitat en formar part d'una unitat supraindividual. La comunitat seria com una unitat on es dona la suma de les experiències de tots els individus que la conformen. Per tant, la comunitat no té consistència en si mateixa i, per això, l'individu és responsable de les seves accions i corresponsable dels actes dels altres.
- Eine Untersuchung über den Staat (Una investigació sobre l'Estat) (1925)

En aquesta obra Stein pretén elucidar el concepte d'Estat, buscant a partir del mètode fenomenològic la seva essència. El treball es divideix en dues parts: primer es pregunta per l'estructura òntica de l'Estat i, després, per les seves funcions i valors.
En la primera part, Stein situa l'Estat dins de les diverses formes d'associació. Aquest seria una comunitat ben determinada entre dos extrems: la família i la comunitat universal dels homes. Un altre element característic és que és sobirà dins un territori determinat. En la segona part, es pregunta pels deures de l'individu respecte a l'Estat, així com per les competències i limitacions d'aquest. Per a Stein, l'Estat compleix si afavoreix positivament el desenvolupament dels valors religiosos, ètics i culturals de cada individu, per exemple, mitjançant una legislació justa. A més, cada persona, exercint la seva llibertat, és responsable de conjugar aquests valors individuals amb els valors estatals.
Per acabar, Stein analitza la relació entre Estat i Religió i les possibles interferències entre ells. Ens dirà que l'Estat, pel seu propi bé, no ha d'interferir en assumptes que no li corresponen i ha de respectar la llibertat de consciència i culte.
- Husserls Phänomenologie und die Philosophie des hl. Thomas von Aquin. Versuch einer Gegenüberstellung (La fenomenologia de Husserl i la filosofia de Sant Tomàs d'Aquino. Intent d'una comparació) (1929)
- Welt und Person. Beitrag zum christlichen Wahreitsstrben (Món i persona. Contribució a la veritat cristiana) (1962)

És un dels volums de les Edith Steins Werke que conté cinc assajos i dues ressenyes de llibres, la majoria dels quals eren inèdits, escrits pels volts dels anys trenta.
- Potenz und Akt (memòria per a la plaça de professor) (1931)
- Endliches und ewiges Sein(Ser finit i etern. Intent d'ascensió al significat de l'ésser)(escrit el 1937), publicat pòstumament: Freiburg im Breisgau: Herder, 1950
- Wege der Gotteserkenntnis. Dionysius der Areopagit und seine symbolische Theologie (Fomes de coneixement de Déu. Dionís l'Areopagita i la seva teologia simbòlica) (1941)
- Kreuzeswissenschaft: Studie über Johannes vom Kreuz (Ciència de la creu. Estudi de Joan de la Creu) (1950)

Aquesta obra va començar a ser escrita el 1941 però va morir sense poder acabar-la. Es va publicar pòstumament en les Edith Steins Werke, sent la primera en aquesta recol·lecció de la seva obra.